# K435次列车杀人案
2023年5月4日K435次列车杀人案，又称K435次列车故意伤人案，是指2023年5月4日21时50分，在中国铁路广州局集团K435次列车（武昌至惠州）上发生的杀人事件，造成1名男性受害者当场死亡。事件发生在中国湖南省衡阳市衡山县附近。

## 当事人

### 受害者
受害者谷巩，系家中独子，毕业于南京艺术学院舞蹈专业，年仅27岁。5月4日晚上8点43分，他和母亲从株洲上车，准备前往耒阳，上车1小时后被犯罪嫌疑人杀害。其母亲在现场亲眼目睹了这个过程。

### 嫌疑人
凶手贺振华，作案时35岁，重庆人，有十几年的精神病史。2014年和2017年曾两次持刀伤人，2010年和2011年曾两次强制戒毒。受害者亲属称，他曾经因持刀伤人而入狱，但因受害者并未死亡，入狱数年后便被刑满释放，2023年1月才从精神病院出院。其母称他5月2日从老家重庆长寿区出发，自称要去重庆市区，但不知为何去了湖南衡阳。
2023年10月8日，贺振华被鉴定患有精神疾病，法院决定对其进行强制医疗。

## 争议

### 安检失职
由于此次事故发生于行驶中的列车上，遇难者家属和网民纷纷质疑凶手为何能携带刀具通过安检并带上列车。
5月12日，多名接近衡山站工作人员的人士向澎湃新闻记者介绍，在车站安检时，凶手应该是将刀具藏在下腹部位，当晚值班的一名女性工作人员因疏忽未能发现。在案发数日后，衡山站两名站领导及相关工作人员被停职处理。
5月中旬，中国大陆多地铁路部门强化旅客安检，采取二次安检等措施防止危险物品进站上车。有车站加强进站旅客人身及行李检查，对6厘米以内的锐器进行宣传并封刃。
10月8日，广铁集团官方微博“广州铁路”通报，广铁集团已对衡山站安检不到位的相关责任人问责处理，对衡山站因履职不力造成进站安检不到位的衡山站站长洪某、副站长秦某、安检员旷某等相关责任人进行了撤职、免职等责任追究。

### 工作人员处置不当
被害人家属亦在网络上控诉列车工作人员的不作为。他们指责乘警并未没能在第一时间赶到现场；医护人员亦在事发二十多分钟后才来救援，但又折回去拿医药箱的钥匙，导致错过了救治的黄金时间。